# Léon Torfs
Pour les articles homonymes, voir Torfs.
Léon Torfs, né le 22 septembre 1909 et mort le 31 mars 2000, est un joueur de football international belge actif durant les années 1930. Il effectue toute sa carrière au Daring Club de Bruxelles, où il occupe le poste de milieu de terrain. Il compte deux titres de champion et une Coupe de Belgique à son palmarès.

## Carrière en club
Léon Torfs fait ses débuts en équipe première du Daring Club de Bruxelles lors de la saison 1929-1930. À l'époque, le club bruxellois est une équipe stable en Division d'Honneur et termine régulièrement en milieu de classement. Le joueur s'impose petit à petit dans l'entrejeu du Daring et honore ses deux premières sélections en équipe nationale belge en 1933.
Au milieu de la décennie, l'équipe remonte vers les sommets du football belge. Vice-champion de Belgique en 1934, le club remporte pour la première fois la Coupe de Belgique l'année suivante. Titulaire indiscutable, Léon Torfs dispute l'intégralité de la finale, remportée trois buts à deux face au Lyra.
La saison 1935-1936 est également couronnée de succès, le Daring décrochant les lauriers nationaux pour la première fois depuis quinze ans, sacre renouvelé la saison suivante. C'est le dernier trophée majeur remporté par le club bruxellois, qui finit une nouvelle fois deuxième en 1938, puis termine en position de relégable douze mois plus tard. Après avoir connu les sommets, c'est la première relégation de l'histoire du club, également condamné à une retrogradation administrative, finalement annulée, pour tentative de corruption. Après cette relégation et la guerre approchant, Léon Torfs met un terme à sa carrière de joueur.

### Statistiques
| Saison                | Club                  | Championnat           | Championnat | Championnat | Coupe(s) nationale(s) | Coupe(s) nationale(s) | Total | Total |
| Saison                | Club                  | Division              | M.          | B.          | M.                    | B.                    | M.    | B.    |
| 1929-1930             | Daring CB             | Division 1            | -           | -           | 0                     | 0                     | 0     | 0     |
| 1930-1931             | Daring CB             | Division 1            | -           | -           | 0                     | 0                     | 0     | 0     |
| 1931-1932             | Daring CB             | Division 1            | -           | -           | 0                     | 0                     | 0     | 0     |
| 1932-1933             | Daring CB             | Division 1            | -           | -           | 0                     | 0                     | 0     | 0     |
| 1933-1934             | Daring CB             | Division 1            | -           | -           | 0                     | 0                     | 0     | 0     |
| 1934-1935             | Daring CB             | Division 1            | -           | -           | 1                     | 0                     | 1     | 0     |
| 1935-1936             | Daring CB             | Division 1            | -           | -           | 0                     | 0                     | 0     | 0     |
| 1936-1937             | Daring CB             | Division 1            | -           | -           | 0                     | 0                     | 0     | 0     |
| 1937-1938             | Daring CB             | Division 1            | -           | -           | 0                     | 0                     | 0     | 0     |
| 1938-1939             | Daring CB             | Division 1            | -           | -           | 0                     | 0                     | 0     | 0     |
| Total sur la carrière | Total sur la carrière | Total sur la carrière | 1           | -           | 1                     | -                     | 2     | 0     |

### Palmarès
- 2 fois champion de Belgique en 1936 et 1937 avec le Daring Club de Bruxelles
- Vainqueur de la Coupe de Belgique en 1935 avec le Daring Club de Bruxelles

## Carrière en équipe nationale
Léon Torfs est convoqué à trois reprises en équipe nationale belge, pour autant de matches joués. Il joue son premier match international le 4 juin 1933 à l'occasion d'un match amical en Pologne. Il fait à nouveau partie de l'équipe qui subit une sévère défaite 8-1 face à l'Allemagne le 22 octobre de la même année. Il doit ensuite patienter plus de trois ans avant de revenir chez les « Diables Rouges » pour jouer un match amical contre la France le 21 février 1937.

### Liste des sélections internationales
Le tableau ci-dessous reprend toutes les sélections de Léon Torfs. Le score de la Belgique est toujours indiqué en gras.
| Date       | Compétition  | Adversaire | Lieu      | Score | Remarque |
| ---------- | ------------ | ---------- | --------- | ----- | -------- |
| 02/06/1933 | Match amical | Pologne    | Varsovie  | 0-1   |          |
| 22/10/1933 | Match amical | Allemagne  | Duisbourg | 8-1   |          |
| 21/02/1937 | Match amical | France     | Bruxelles | 3-1   |          |